# Fontaine, Isère
Fontaine är en kommun i departementet Isère i regionen Auvergne-Rhône-Alpes i sydöstra Frankrike. Kommunen ligger i kantonen är chef-lieu för 2 kantoner som tillhör arrondissementet Grenoble. År 2022 hade Fontaine 22 471 invånare.

## Befolkningsutveckling
Antalet invånare i kommunen Fontaine
Referens:INSEE